# Przemislaus I. (Teschen-Auschwitz)
Przemislaus I. von Auschwitz (auch Primislaus, Przemyslaw; tschechisch Přemysl Mladší Osvětimský; polnisch Przemysław oświęcimski; * 1362/1370; † 1406) war von 1405 bis 1406 Herzog von Auschwitz. Er entstammte dem Teschener Zweig der Schlesischen Piasten. 

## Leben
Przemislaus Eltern waren Herzog Przemislaus I. von Teschen und Elisabeth († nach 1373), Tochter des Herzogs Boleslaus von Beuthen und Cosel. Vor 1400 vermählte er sich mit einer Frau, deren Name und Herkunft nicht bekannt sind. Der Ehe entstammte der einzige Sohn Kasimir I. (1396–1434).
Noch zu dessen Lebzeiten übertrug ihm sein Vater das Herzogtum Gleiwitz, das ihm im Rahmen der Erbteilung des Herzogtums Beuthen nach dem Tod des Herzogs Boleslaus und dem nachfolgenden Erbstreit zwischen 1354 und 1369 als Heiratsgut seiner Frau zugefallen war. Nachdem mit dem Tod des Herzogs Johann III. von Teschen-Auschwitz 1405 die direkte Linie Auschwitz erlosch, erbte Przemislaus das Herzogtum Auschwitz und begründete eine neue Auschwitzer Teillinie. Jedoch wurde er schon ein Jahr später ermordet. Sein Tod wurde dem přemyslidischen Troppau-Ratiborer Herzog Johann II. zur Last gelegt. Da Przemislaus Sohn Kasimir erst zehn Jahre alt war, fiel das Herzogtum Auschwitz zunächst an Przemislaus Vater Przemislaus I. von Teschen.